# Чемпионат СССР по водному поло 1977
XXXVII чемпионат СССР по водному поло (XXXIII чемпионат для клубных команд) проходил с 15 марта по 27 октября 1977 года. Победителем турнира стала команда ЦСК ВМФ.

## Общая информация
Чемпионат проходил по новым правилам водного поло, введённым Международной федерацией плавания (ФИНА) с 1 января 1977 года. Время контроля мяча без броска по воротам было сокращено с 45 до 35 секунд, а время штрафа — с 60 до 45 секунд, при этом после назначения удаления игра возобновлялась до того, как нарушитель покинет поле (при попытке вмешательства в игру удалённого ватерполиста в ворота его команды назначался пенальти, а сам игрок удалялся до конца встречи с правом замены). Возможность выполнить свободный бросок с места нарушения появилась у любого игрока, а не только у того, против которого были нарушены правила. Вратари получили разрешение выбрасывать мяч от своих ворот до четырёхметровой линии на стороне соперника, а не только до центра поля, как было раньше. В результате этих изменений возрос темп игры, увеличилось количество дальних бросков по воротам, водное поло стало более зрелищным. Кроме того, ФИНА одобрила предложение Федерации водного поло СССР о судействе матчей двумя арбитрами.
В чемпионате участвовали 12 команд высшей лиги класса «А», которые весной провели двухкруговой турнир, а осенью разделились на две финальных группы, в которых сыграли в один круг. В турнирных таблицах финального этапа учитывались все результаты, показанные командами на предварительном этапе. Впервые в шестёрку сильнейших попал ташкентский «Мехнат», а московское «Динамо» не пробилось в главную финальную группу и показало худший результат за всё время участия в чемпионатах СССР — 7-е место. В борьбе за золото ЦСК ВМФ опередил МГУ лишь на одно очко и в третий раз подряд стал чемпионом страны. Бронзовые награды выиграло киевское «Динамо».
В третий раз в истории прописку в сильнейшем дивизионе потеряли волгоградский «Спартак» и московское «Торпедо». В следующем сезоне в высшую лигу вернулись победители турнира в первой группе — минский «Буревестник» и львовское «Динамо».

## Предварительные игры

### Турнирная таблица
|                          | 1        | 2         | 3        | 4        | 5        | 6        | 7       | 8        | 9       | 10        | 11       | 12       | И  | В  | Н | П  | М       | О  |
| ------------------------ | -------- | --------- | -------- | -------- | -------- | -------- | ------- | -------- | ------- | --------- | -------- | -------- | -- | -- | - | -- | ------- | -- |
| 1. МГУ (Москва)          |          | 5:4 5:5   | 6:5 5:3  | 7:7 7:3  | 7:4 10:7 | 9:6 6:4  | 6:5 4:3 | 12:2 5:4 | 8:5 9:7 | 6:5       | 9:7 9:9  | 7:6 10:6 | 22 | 19 | 3 | 0  | 158:112 | 41 |
| 2. ЦСК ВМФ (Москва)      | 4:5 5:5  |           | 3:2 4:2  | 9:3 6:3  | 6:5 7:5  | 12:8 7:4 | 9:7 7:7 | 11:5 8:0 | 8:2 6:4 | 10:5 10:6 | 8:3 7:4  | 6:5 8:1  | 22 | 19 | 2 | 1  | 161:91  | 40 |
| 3. «Динамо» (Киев)       | 5:6 3:5  | 2:3 2:4   |          | 9:6 5:5  | 4:2 3:3  | 6:5 9:3  | 5:5 4:5 | 6:5 6:3  | 7:6 3:2 | 5:4 8:4   | 7:6 10:6 | 5:3 6:3  | 22 | 14 | 3 | 5  | 120:94  | 31 |
| 4. ККФ (Баку)            | 7:7 3:7  | 3:9 3:6   | 6:9 5:5  |          | 10:9 3:3 | 2:4 5:5  | 7:6 6:5 | 5:4 8:6  | 9:6 5:4 | 3:4 5:4   | 5:4 6:5  | 6:2 5:6  | 22 | 11 | 4 | 7  | 117:120 | 26 |
| 5. «Динамо» (Алма-Ата)   | 4:7 7:10 | 5:6 5:7   | 2:4 3:3  | 9:10 3:3 |          | 6:9 7:7  | 6:6 4:3 | 8:5 5:5  | 5:2 8:5 | 4:3 5:6   | 5:4 5:5  | 7:6 5:4  | 22 | 8  | 6 | 8  | 118:120 | 22 |
| 6. «Мехнат» (Ташкент)    | 6:9 4:6  | 8:12 4:7  | 5:6 3:9  | 4:2 5:5  | 9:6 7:7  |          | 6:3 5:5 | 6:8 3:3  | 9:4 4:6 | 11:6 5:5  | 7:6 8:7  | 6:5 4:5  | 22 | 8  | 5 | 9  | 129:132 | 21 |
| 7. «Динамо» (Москва)     | 5:6 3:4  | 7:9 7:7   | 5:5 5:4  | 6:7 5:6  | 6:6 3:4  | 3:6 5:5  |         | 6:6 2:2  | 4:6 5:5 | 5:1 6:6   | 6:7 8:4  | 5:3 8:3  | 22 | 5  | 8 | 9  | 115:112 | 18 |
| 8. «Локомотив» (Харьков) | 2:12 4:5 | 5:11 0:8  | 5:6 3:6  | 4:5 6:8  | 5:8 5:5  | 8:6 3:3  | 6:6 2:2 |          | 4:4 6:3 | 8:7 9:4   | 8:7 5:7  | 5:4 5:6  | 22 | 6  | 5 | 11 | 108:133 | 17 |
| 9. «Спартак» (Волгоград) | 5:8 7:9  | 2:8 4:6   | 6:7 2:3  | 6:9 4:5  | 2:5 5:8  | 4:9 6:4  | 6:4 5:5 | 4:4 3:6  |         | 5:5 6:5   | 5:6 8:7  | 5:4 6:5  | 22 | 6  | 3 | 13 | 106:132 | 15 |
| 10. «Торпедо» (Москва)   | 5:6      | 5:10 6:10 | 4:5 4:8  | 4:3 4:5  | 3:4 6:5  | 6:11 5:5 | 1:5 6:6 | 7:8 4:9  | 5:5 5:6 |           | 9:3 8:5  | 3:4 4:5  | 22 | 4  | 3 | 15 | 109:134 | 11 |
| 11. «Динамо» (Тбилиси)   | 7:9 9:9  | 3:8 4:7   | 6:7 6:10 | 4:5 5:6  | 4:5 5:5  | 6:7 7:8  | 7:6 4:8 | 7:8 7:5  | 6:5 7:8 | 3:9 5:8   |          | 5:5 8:6  | 22 | 4  | 3 | 15 | 125:154 | 11 |
| 12. «Москвич» (Москва)   | 6:7 6:10 | 5:6 1:8   | 3:5 3:6  | 2:6 6:5  | 6:7 4:5  | 5:6 5:4  | 3:5 3:8 | 4:5 6:5  | 4:5 5:6 | 4:3 5:4   | 5:5 6:8  |          | 22 | 5  | 1 | 16 | 97:129  | 11 |

### Матчи
Дзержинск, бассейн стадиона «Химик»

1-й тур. 15 марта
- «Динамо» К — «Москвич» — 5:3
- «Торпедо» — «Динамо» Тб — 9:3
- МГУ — «Спартак» — 8:5

2-й тур. 16 марта
- «Динамо» Тб — «Спартак» — 6:5
- МГУ — «Москвич» — 7:6
- «Динамо» К — «Торпедо» — 5:4

3-й тур. 17 марта
- МГУ — «Динамо» Тб — 9:7
- «Динамо» К — «Спартак» — 7:6
- «Москвич» — «Торпедо» — 4:3

4-й тур. 19 марта
- «Спартак» — «Торпедо» — 5:5
- МГУ — «Динамо» К — 6:5
- «Москвич» — «Динамо» Тб — 5:5

5-й тур. 20 марта
- «Динамо» К — «Динамо» Тб — 7:6
- МГУ — «Торпедо» — 6:5
- «Спартак» — «Москвич» — 5:4

Таллин, бассейн ДСО «Калев»

1-й тур. 15 марта
- ККФ — «Динамо» А-А — 10:9
- «Динамо» М — «Локомотив» — 6:6
- ЦСК ВМФ — «Мехнат» — 12:8

2-й тур. 16 марта
- «Локомотив» — «Мехнат» — 8:6
- ЦСК ВМФ — ККФ — 9:3
- «Динамо» М — «Динамо» А-А — 6:6

3-й тур. 17 марта
- ЦСК ВМФ — «Локомотив» — 11:5
- ККФ — «Динамо» М — 7:6
- «Мехнат» — «Динамо» А-А — 9:6

4-й тур. 19 марта
- «Динамо» А-А — «Локомотив» — 8:5
- «Мехнат» — ККФ — 4:2
- ЦСК ВМФ — «Динамо» М — 9:7

5-й тур. 20 марта
- ККФ — «Локомотив» — 5:4
- ЦСК ВМФ — «Динамо» А-А — 6:5
- «Мехнат» — «Динамо» М — 6:3

Душанбе, бассейн Центрального республиканского стадиона

6-й тур. 2 апреля
- «Динамо» К — «Динамо» А-А — 4:2
- «Динамо» М — «Торпедо» — 5:1
- «Мехнат» — «Спартак» — 9:4
- МГУ — ЦСК ВМФ — 5:4
- «Локомотив» — «Динамо» Тб — 8:7
- ККФ — «Москвич» — 6:2

7-й тур. 3 апреля
- «Мехнат» — «Торпедо» — 11:6
- ЦСК ВМФ — «Спартак» — 8:2
- МГУ — «Локомотив» — 12:2
- ККФ — «Динамо» Тб — 5:4
- «Динамо» А-А — «Москвич» — 7:6
- «Динамо» К — «Динамо» М — 5:5

8-й тур. 4 апреля
- «Локомотив» — «Спартак» — 4:4
- ККФ — МГУ — 7:7
- «Динамо» А-А — «Динамо» Тб — 5:4
- «Динамо» М — «Москвич» — 5:3
- «Динамо» К — «Мехнат» — 6:5
- ЦСК ВМФ — «Торпедо» — 10:5

9-й тур. 6 апреля
- МГУ — «Динамо» А-А — 7:4
- «Динамо» Тб — «Динамо» М — 7:6
- «Мехнат» — «Москвич» — 6:5
- ККФ — «Спартак» — 9:6
- «Локомотив» — «Торпедо» — 8:7
- ЦСК ВМФ — «Динамо» К — 3:2

10-й тур. 7 апреля
- «Мехнат» — «Динамо» Тб — 7:6
- МГУ — «Динамо» М — 6:5
- «Динамо» А-А — «Спартак» — 5:2
- «Торпедо» — ККФ — 4:3
- «Динамо» К — «Локомотив» — 6:5
- ЦСК ВМФ — «Москвич» — 6:5

11-й тур. 8 апреля
- «Динамо» К — ККФ — 9:6
- МГУ — «Мехнат» — 9:6
- ЦСК ВМФ — «Динамо» Тб — 8:3
- «Динамо» А-А — «Торпедо» — 4:3
- «Спартак» — «Динамо» М — 6:4
- «Локомотив» — «Москвич» — 5:4

Казань, бассейн «Синтез»

12-й тур. 23 апреля
- «Динамо» К — «Москвич» — 6:3
- «Торпедо» — «Динамо» Тб — 8:5
- МГУ — «Спартак» — 9:7

13-й тур. 24 апреля
- «Спартак» — «Динамо» Тб — 8:7
- МГУ — «Москвич» — 10:6
- «Динамо» К — «Торпедо» — 8:4

14-й тур. 25 апреля
- МГУ — «Динамо» Тб — 9:9
- «Динамо» К — «Спартак» — 3:2
- «Москвич» — «Торпедо» — 5:4

15-й тур. 27 апреля
- «Спартак» — «Торпедо» — 6:5
- МГУ — «Динамо» К — 5:3
- «Динамо» Тб — «Москвич» — 8:6

16-й тур. 28 апреля
- МГУ — «Торпедо» — 6:5
- «Динамо» К — «Динамо» Тб — 10:6
- «Спартак» — «Москвич» — 6:5

Минск, Дворец водного спорта

12-й тур. 23 апреля
- «Динамо» А-А — ККФ — 3:3
- «Локомотив» — «Динамо» М — 2:2
- ЦСК ВМФ — «Мехнат» — 7:4

13-й тур. 24 апреля
- «Локомотив» — «Мехнат» — 3:3
- ЦСК ВМФ — ККФ — 6:3
- «Динамо» А-А — «Динамо» М — 4:3

14-й тур. 25 апреля
- «Мехнат» — «Динамо» А-А — 7:7
- ЦСК ВМФ — «Локомотив» — 8:0
- ККФ — «Динамо» М — 6:5

15-й тур. 27 апреля
- «Динамо» М — «Мехнат» — 5:5
- ЦСК ВМФ — «Динамо» А-А — 7:5
- ККФ — «Локомотив» — 8:6

16-й тур. 28 апреля
- ЦСК ВМФ — «Динамо» М — 7:7
- «Локомотив» — «Динамо» А-А — 5:5
- ККФ — «Мехнат» — 5:5

Жданов, бассейн «Нептун-50»

17-й тур. 14 мая
- «Динамо» К — «Динамо» А-А — 3:3
- «Торпедо» — «Динамо» М — 6:6
- «Спартак» — «Мехнат» — 6:4
- МГУ — ЦСК ВМФ — 5:5
- «Динамо» Тб — «Локомотив» — 7:5
- «Москвич» — ККФ — 6:5

18-й тур. 15 мая
- «Мехнат» — «Торпедо» — 5:5
- ЦСК ВМФ — «Спартак» — 6:4
- МГУ — «Локомотив» — 5:4
- ККФ — «Динамо» Тб — 6:5
- «Динамо» А-А — «Москвич» — 5:4
- «Динамо» М — «Динамо» К — 5:4

19-й тур. 16 мая
- «Локомотив» — «Спартак» — 6:3
- МГУ — ККФ — 7:3
- «Динамо» Тб — «Динамо» А-А — 5:5
- «Динамо» М — «Москвич» — 8:3
- «Динамо» К — «Мехнат» — 9:3
- ЦСК ВМФ — «Торпедо» — 10:6

20-й тур. 18 мая
- МГУ — «Динамо» А-А — 10:7
- «Динамо» М — «Динамо» Тб — 8:4
- «Москвич» — «Мехнат» — 5:4
- ККФ — «Спартак» — 5:4
- «Локомотив» — «Торпедо» — 9:4
- ЦСК ВМФ — «Динамо» К — 4:2

21-й тур. 19 мая
- «Мехнат» — «Динамо» Тб — 8:7
- МГУ — «Динамо» М — 4:3
- «Динамо» А-А — «Спартак» — 8:5
- ККФ — «Торпедо» — 5:4
- «Динамо» К — «Локомотив» — 6:3
- ЦСК ВМФ — «Москвич» — 8:1

22-й тур. 20 мая
- ККФ — «Динамо» К — 5:5
- МГУ — «Мехнат» — 6:4
- ЦСК ВМФ — «Динамо» Тб — 7:4
- «Торпедо» — «Динамо» А-А — 6:5
- «Динамо» М — «Спартак» — 5:5
- «Москвич» — «Локомотив» — 6:5

## Финал за 1—6-е места
Матчи прошли в бакинском бассейне СКА.

### Турнирная таблица
|                        | 1   | 2    | 3    | 4   | 5    | 6   | И  | В  | Н | П  | М       | О  |
| ---------------------- | --- | ---- | ---- | --- | ---- | --- | -- | -- | - | -- | ------- | -- |
| 1. ЦСК ВМФ (Москва)    |     | 3:2  | 3:2  | 5:4 | 6:4  | 9:4 | 27 | 24 | 2 | 1  | 187:107 | 50 |
| 2. МГУ (Москва)        | 2:3 |      | 8:6  | 8:6 | 11:8 | 4:3 | 27 | 23 | 3 | 1  | 191:138 | 49 |
| 3. «Динамо» (Киев)     | 2:3 | 6:8  |      | 6:6 | 10:6 | 6:6 | 27 | 15 | 5 | 7  | 150:123 | 35 |
| 4. ККФ (Баку)          | 4:5 | 6:8  | 6:6  |     | 7:4  | 9:4 | 27 | 13 | 5 | 9  | 149:147 | 31 |
| 5. «Динамо» (Алма-Ата) | 4:6 | 8:11 | 6:10 | 4:7 |      | 9:6 | 27 | 9  | 6 | 12 | 149:160 | 24 |
| 6. «Мехнат» (Ташкент)  | 4:9 | 3:4  | 6:6  | 4:9 | 6:9  |     | 27 | 8  | 6 | 13 | 152:169 | 22 |

### Матчи
23-й тур. 8 октября
- ККФ — «Мехнат» — 9:4
- ЦСК ВМФ — МГУ — 3:2
- «Динамо» К — «Динамо» А-А — 10:6

24-й тур. 9 октября
- ЦСК ВМФ — «Динамо» К — 3:2
- ККФ — «Динамо» А-А — 7:4
- МГУ — «Мехнат» — 4:3

25-й тур. 10 октября
- ЦСК ВМФ — «Динамо» А-А — 6:4
- «Мехнат» — «Динамо» К — 6:6
- МГУ — ККФ — 8:6

26-й тур. 12 октября
- МГУ — «Динамо» К — 8:6
- «Динамо» А-А — «Мехнат» — 9:6
- ЦСК ВМФ — ККФ — 5:4

27-й тур. 13 октября
- МГУ — «Динамо» А-А — 11:8
- ЦСК ВМФ — «Мехнат» — 9:4
- «Динамо» К — ККФ — 6:6

## Финал за 7—12-е места
Матчи прошли в московском бассейне ЦСК ВМФ.

### Турнирная таблица
|                           | 7    | 8    | 9   | 10   | 11   | 12  | И  | В | Н  | П  | М       | О  |
| ------------------------- | ---- | ---- | --- | ---- | ---- | --- | -- | - | -- | -- | ------- | -- |
| 7. «Динамо» (Москва)      |      | 3:5  | 3:3 | 5:5  | 12:6 | 6:3 | 27 | 7 | 10 | 10 | 144:134 | 24 |
| 8. «Динамо» (Тбилиси)     | 5:3  |      | 6:6 | 10:4 | 7:4  | 7:4 | 27 | 8 | 4  | 15 | 160:175 | 20 |
| 9. «Москвич» (Москва)     | 3:3  | 6:6  |     | 3:2  | 5:3  | 6:3 | 27 | 8 | 3  | 16 | 120:146 | 19 |
| 10. «Локомотив» (Харьков) | 5:5  | 4:10 | 2:3 |      | 5:6  | 2:3 | 27 | 6 | 6  | 15 | 126:160 | 18 |
| 11. «Спартак» (Волгоград) | 6:12 | 4:7  | 3:5 | 6:5  |      | 6:6 | 27 | 7 | 4  | 16 | 131:167 | 18 |
| 12. «Торпедо» (Москва)    | 3:6  | 4:7  | 3:6 | 3:2  | 6:6  |     | 27 | 5 | 4  | 18 | 128:161 | 14 |

### Матчи
23-й тур. 22 октября
- «Динамо» Тб — «Торпедо» — 7:4
- «Москвич» — «Спартак» — 5:3
- «Локомотив» — «Динамо» М — 5:5

24-й тур. 23 октября
- «Динамо» М — «Торпедо» — 6:3
- «Спартак» — «Локомотив» — 6:5
- «Динамо» Тб — «Москвич» — 6:6

25-й тур. 24 октября
- «Динамо» М — «Спартак» — 12:6
- «Динамо» Тб — «Локомотив» — 10:4
- «Москвич» — «Торпедо» — 6:3

26-й тур. 26 октября
- «Москвич» — «Локомотив» — 3:2
- «Динамо» Тб — «Динамо» М — 5:3
- «Торпедо» — «Спартак» — 6:6

27-й тур. 27 октября
- «Динамо» Тб — «Спартак» — 7:4
- «Москвич» — «Динамо» М — 3:3
- «Торпедо» — «Локомотив» — 3:2

## Призёры
ЦСК ВМФ: Владимир Акимов, Алексей Гаргонов, Александр Долгушин, Владимир (Вадим) Жмудский, Александр Кабанов, Анатолий Клебанов, Николай Мельников, Андрей Павлов, Виталий Романчук, Вячеслав Собченко, Владимир Федотов, Александр Фролов, Андрей Фролов. Тренер — Александр Шидловский.
 МГУ: Эдуард Александров, Шалва Бреус, Алексей Бурков, Александр Древаль, Юрий Заикин, В. Комаров, Юрий Митянин, Нугзар Мшвениерадзе, Валерий Пушкарёв, Майт Рийсман. Тренер — Михаил Рыжак.
 «Динамо» (Киев): Алексей Баркалов, Сергей Боржковский, Александр Войтович, Евгений Гурский, Александр Дудник, Александр Захаров, Сергей Ковалёв, Николай Ковриженко, Виталий Рожков, Дмитрий Шарапов. Тренер — Михаил Авдеев.